# (10067) Bertuch
(10067) Bertuch est un astéroïde de la ceinture principale.

## Description
(10067) Bertuch est un astéroïde de la ceinture principale. Il fut découvert le 11 janvier 1989 à Tautenburg par Freimut Börngen. Il présente une orbite caractérisée par un demi-grand axe de 2,24 UA, une excentricité de 0,09 et une inclinaison de 1,8° par rapport à l'écliptique.

## Compléments